# Alianza para el Gobierno Abierto
La Alianza para el Gobierno Abierto (OGP por sus siglas en inglés) es un iniciativa multilateral que intenta asegurar compromisos concretos de gobiernos nacionales y subnacionales para promover el gobierno abierto, dar más poder a los ciudadanos, luchar contra la corrupción y utilizar las nuevas tecnologías para fortalecer la gobernanza. De acuerdo con su espíritu de colaboración multisectorial, la OGP es supervisada por un  comité de dirección que incluye representantes de gobiernos y organizaciones de la sociedad civil.

## Historia
La OGP fue lanzada formalmente el 20 de septiembre de 2011 durante una reunión de la Asamblea General de la ONU en la cual jefes de Estado de los 8 fundadores (Brasil, Indonesia, México, Noruega, Filipinas, Sudáfrica, Reino Unido y Estados Unidos) aprobaron la Declaración para un Gobierno Abierto y anunciaron sus planes de acción nacionales junto con un número igual de dirigentes de la sociedad civil. Los 8 miembros fundadores también dieron la bienvenida al compromiso de 38 gobiernos para unirse a la OGP. Desde su creación la OGP ha resultado más de 4,500 compromisos de reforma en más de 300 planes de acción.
La OGP celebró su primera reunión anual de alto nivel del 17 al 18 de  abril de 2012 en Brasilia, Brasil. Justo seis meses después de su inicio, la OGP había crecido de 8 planes de acción y 46 países participantes a 50 planes y 54 países. El encuentro de Brasilia juntó a países y organizaciones unidos por su creencia en el poder de la transparencia, con participación desde los que hacían campaña contra la censura en Yemen hasta los reformistas que utilizan los datos de escuelas primarias para mejorar la educación en la India.
El Reino Unido devino copresidente de la OGP en septiembre de 2012, dispuesto a apoyar a los miembros en el cumplimiento de sus compromisos de transparencia. 46 miembros ya habían publicado planes de acción que contenían más de 300 compromisos de gobierno abierto . Según el entonces Ministro de la oficina de Gabinete del Reino Unido, responsable para transparencia y datos abiertos, Frances Maude, Gran Bretaña buscaba «asegurar los cimientos de la OGP como una iniciativa internacional mundialmente reconocida y respetada…. [y] fortalecer el papel de las organizaciones de la sociedad civil, animando a una mayor colaboración con los gobiernos para forjar formas de trabajar más innovadoras y abiertas.»
En octubre de 2013, Indonesia asumió la copresidencia de la OGP junto con el representante de la sociedad civil Rakesh Rajani de Tanzania. Ese año los objetivos temáticos de la iniciativa se centraron en la acción ciudadana y el gobierno responsable. En una era de hiperconnectividad, la apertura y la transparencia, así como la participación y colaboración ciudadanas, son vistas cada vez más como componentes esenciales de una buena gobernanza.
En octubre de 2014, el Gobierno de México y Suneeta Kaimal, jefe  operativo del Instituto de Gobernanza de los Recursos Naturales (NRGI por sus siglas en inglés, distinto del Instituto de Recursos Mundial, WRI), devino copresidente de la OGP. Con la adopción y aplicación de la Agenda 2030 (Objetivos de Desarrollo Sostenible, ODS) por dirigentes mundiales en una histórica cumbre de Naciones Unidas, para la «promoción de sociedades pacíficas e inclusivas», 2015 marcó un hito para el futuro de resultados de desarrollo y gobierno abierto. En octubre de 2015, el Gobierno de México alojó la tercera cumbre mundial de la OGP en Ciudad de México que enfatiza el lema de «Transparencia para todos: uso de los principios del gobierno abierto como mecanismos clave para aplicar la agenda de desarrollo posterior a 2015.»
El Gobierno de Sudáfrica y Alejandro González, de GESOC, devinieron copresidentes de la OGP en octubre de 2015.
A comienzos de 2016 la OGP lanzó un nuevo programa piloto diseñado para implicar más proactivamente a los gobiernos subnacionales en la iniciativa.
En diciembre de 2016, el Gobierno de Francia, en asociación con el Instituto de Recursos Mundial (WRI), alojó la cuarta cumbre mundial de la OGP en París, reuniendo 3 000 representantes de 70 países.

## Objetivos
La OGP proporciona una plataforma para reformistas dentro y fuera de gobiernos con el objetivo de desarrollar iniciativas que promuevan transparencia, den poder a los ciudadanos, luchen contra la corrupción y utilicen las nuevas tecnologías para fortalecer la gobernanza. La OGP intenta asegurar compromisos concretos de gobiernos nacionales y subnacionales que impulsen reformas de gobierno abierto e innovación en un esfuerzo para que los países vayan más allá en las áreas de transparencia, rendición de cuentas y compromiso ciudadano. Es una asociación voluntaria a la que los países eligen unirse y a través de la cual organizaciones de la sociedad civil, en colaboración con los gobiernos, pueden impulsar iniciativas que consideren en línea con sus agendas de reforma.
Más que establecer un rango mundial de transparencia por países, la OGP proporciona apoyo y ánimo a los países que abanderan ambiciosas reformas y cumplen sus promesas «ante la atenta mirada de los ciudadanos.» Se pretende que la comunidad de reformistas  «ofrezca apoyo a los gobernantes que deseen crear un foro en el que se den conversaciones entre el Gobierno y la sociedad civil.»
Esta relación entre el Gobierno y la sociedad civil es la piedra angular de la OGP. Se espera que los gobiernos colaboren activamente con la sociedad civil cuando redacten y apliquen los compromisos del país, así como cuando informen sobre los esfuerzos y realicen su seguimiento. El proceso OGP requiere que los gobiernos consulten a los ciudadanos y a la sociedad civil. El Mecanismo de Revisión Independiente (IRM por sus siglas en inglés) evalúa la calidad de esta consulta.
La OGP puede servir como plataforma para construir una coalición diversa de actores de la sociedad civil de una variedad de disciplinas.
Los principios de la OGP se explican mejor con la Declaración para un Gobierno Abierto. Como se especifica en ella, se espera que los países participantes se adhieran a los principios siguientes:
- Reconoce que personas de todo el mundo reclaman más transparencia a sus gobiernos. Piden mayor participación cívica en los asuntos públicos y buscan maneras de hacer sus gobiernos más transparentes, responsables y eficaces.
- Reconoce que los países se encuentran en diferentes etapas de sus esfuerzos para promover la transparencia en el gobierno, y que cada uno persigue un planteamiento compatible con sus prioridades nacionales y las circunstancias y aspiraciones de sus ciudadanos.
- Acepta la responsabilidad de aprovechar este momento para fortalecer los compromisos de promover la transparencia, luchar contra la corrupción y utilizar las nuevas tecnologías para hacer al gobierno más eficaz y responsable.
- Resalta el valor de la apertura en el compromiso con los ciudadanos para mejorar servicios, gestionar recursos públicos, promover la innovación y crear comunidades más seguras. Abraza los principios de transparencia y gobierno abierto con la vista puesta en conseguir mayor prosperidad, bienestar y dignidad humana en los países que suscriben la declaración y en un mundo cada vez más interconectado.

Los países que participan en la OGP afirman su compromiso de:
- Aumentar la disponibilidad de información sobre actividades gubernamentales.
- Apoyar la participación cívica.
- Aplicar los estándares más altos de integridad profesional en todas sus administraciones.
- Aumentar el acceso a las nuevas tecnologías para apertura y rendición de cuentas.

## Estructura
Como iniciativa multisectorial, se ensalza la participación de la sociedad civil en los principios fundacionales de la OGP y sus estructuras de gestión. Los gobiernos y la sociedad civil desempeñan un papel igualmente importante en la gestión de la OGP a través de su participación en el comité de dirección, en el cuerpo ejecutivo de gestión y en el nivel nacional.
1. El Comité de dirección  proporciona guía y dirección internacional para mantener los estándares más altos para la iniciativa y asegurar su sostenibilidad a largo plazo. Está compuesto de números iguales de representantes de gobiernos y organizaciones de la sociedad civil. La jefatura de la OGP rota regularmente, nombrando cada año dos copresidentes, uno gubernamental y otro de la sociedad civil. Los nuevos miembros de este comité son seleccionados por sus pares.[12]
2. Subcomités: los miembros del comité de dirección delegan trabajo a los subcomités. Hay tres: 1) Gobernanza y liderazgo; 2) Criterios y estándares; y 3) Aprendizaje e intercambio entre pares. El principio de paridad se preserva en estos subcomités: los forman números iguales de representantes gubernamentales y de la sociedad civil.
3. Unidad de apoyo es una pequeña secretaría permanente que trabaja estrechamente con el comité de dirección para hacer avanzar los objetivos de la OGP. Está diseñada para mantener la memoria institucional, gestionar las comunicaciones externas, asegurar la continuidad de las relaciones organizativas con los socios y apoyar una mayor afiliación. También sirve como una tercera parte neutra entre gobiernos y organizaciones de la sociedad civil, asegurando que la OGP mantiene un equilibrio productivo entre estos 2 componentes.
4. El Mecanismo de Revisión Independiente (IRM por sus siglas en inglés) es el medio clave por el que cualquier actor puede seguir el progreso de la OGP en los países participantes. El IRM publica, para cada país participante, informes bienales de progreso. Estos informes evalúan el desarrollo y aplicación de los planes de acción nacionales, así como el progreso en resaltar los principios del gobierno abierto. Los informes también proporcionan recomendaciones técnicas para mejoras. Se pretende que sirvan para estimular el diálogo y promover la rendición de cuentas de los gobiernos a sus ciudadanos.[13]
5. Compromiso con la sociedad civil (CSE por sus siglas en inglés): el equipo CSE trabaja para ampliar, fortalecer y comprometer a una fuerte red de organizaciones de la sociedad civil para que participe en la OGP, particularmente a nivel nacional. El equipo ayuda a actores de la sociedad civil a utilizar mejor el proceso OGP —incluyendo el diseño, aplicación y seguimiento de los planes de acción— para conseguir los objetivos que persiguen dichos actores.[14]
6. Programa piloto de gobiernos subnacionales: lanzado en 2016, busca extender los principios de la OGP al nivel local. 15 gobiernos subnacionales fueron seleccionados para participar y, con la ayuda de la unidad de apoyo y el comité de dirección de la OGP, han desarrollado planes de acción en colaboración con la sociedad civil. Contribuirán activamente a actividades de aprendizaje y contacto entre pares con otros gobiernos subnacionales y, al igual que los gobiernos nacionales, serán evaluados por el IRM.

## Cómo funciona
- Criterios de elegibilidad: para participar en la OGP los gobiernos deben demostrar su compromiso con el gobierno abierto en 4 áreas clave, midiéndose este compromiso con indicadores objetivos validados por expertos independientes:[15] transparencia fiscal, acceso a la información, declaraciones públicas de bienes de los responsables políticos, y compromiso ciudadano. Los países pueden ganar un total de 16 puntos por su actuación en estas áreas, o 12 puntos si en una de ellas no se les mide. Los países que alcancen un 75% de los puntos aplicables (ya sea 12 de 16 o 9 de 12) son elegibles para unirse a la OGP.[15] Para que un país elegible se una todo lo que se requiere es una carta de un representante ministerial donde se exprese el acuerdo con los principios de la Declaración para un Gobierno Abierto y la intención de participar en la OGP, así como el organismo que va a liderar las relaciones entre ese país y la OGP, y un punto de contacto individual para futuros trabajos.[15]
- Elaboración conjunta de un plan de acción: los países participantes elaboran un plan de acción nacional con la sociedad civil. Estos planes son el motor de la OGP, porque constituyen el instrumento a través del cual el gobierno y la sociedad civil desarrollan las reformas acordadas, o compromisos, cada 2 años.[11] El conjunto de los compromisos pretende avanzar en transparencia, rendición de cuentas, participación o innovación tecnológica. Se anima a los países, con la participación activa de la sociedad civil, a abordar compromisos nuevos y ambiciosos, así como a construir sobre éxitos pasados. Los procesos de consulta pública durante el desarrollo de los planes de acción pueden ayudar a recabar amplios apoyos para los compromisos y favorecer su cumplimiento.[16] Los países de la OGP funcionan según un ciclo de planes bienales, en el que ponen continuamente en práctica sus programas. El gobierno debe informar regularmente de sus progresos y trabajar con la sociedad civil para seguir y culminar las reformas acordadas. Un investigador independiente nombrado por la OGP evalúa el progreso a intervalos regulares Mecanismo independiente de información.
- Además de proporcionar un espacio donde los gobiernos y la sociedad civil pueden compartir información en persona, la OGP quería encontrar una forma de destacar a los líderes mundiales en los esfuerzos para la transparencia. Por ello, en 2014, la OGP instituyó los premios OGP. Reconocen a las más inspiradores e impactantes innovaciones en materia de gobierno abierto entre un conjunto de candidaturas presentadas por organizaciones de la sociedad civil.[17]

## Cumbre Mundial de OGP
Los países de la OGP se reúnen regularmente en eventos regionales y mundiales para compartir sus hallazgos en persona y reforzar la cooperación internacional. El más significativo de estos eventos es la cumbre mundial, anual desde 2012. 
| Año  | Acontecimiento           | Anfitrión                | Fechas                               |
| ---- | ------------------------ | ------------------------ | ------------------------------------ |
| 2012 | 1a Cumbre Mundial de OGP | Brasília, Brasil         | 17–18 de abril de 2012               |
| 2013 | 2a Cumbre Mundial de OGP | Londres, Reino Unido     | 31 de octubre–1 de noviembre de 2013 |
| 2015 | 3a Cumbre Mundial de OGP | Ciudad de México, México | 28–29 de octubre de 2015             |
| 2016 | 4a Cumbre Mundial de OGP | París, Francia           | 7–8 de diciembre de 2016             |
| 2018 | 5a Cumbre Mundial de OGP | Tbilisi, Georgia         | 18–19 de julio de 2018               |
| 2019 | 6a Cumbre Mundial de OGP | Ottawa, Canadá           | 29–30 de mayo de 2019                |
| 2021 | 7a Cumbre Mundial de OGP | Seúl, Corea del Sur      | 13–17 de diciembre de 2021           |
| 2023 | 8a Cumbre Mundial de OGP | Tallinn, Estonia         | 6–7 de septiembre de 2023            |
| 2025 | 9a Cumbre Mundial de OGP | Vitoria, España          | 6–10 de octubre de 2025              |

## Financiación
OGP se financia mediante una combinación de contribuciones de los países miembros, agencias bilaterales de desarrollo y fundaciones filantrópicas privadas. Las contribuciones de los países representan fondos básicos no restringidos que permiten al Secretariado de OGP prestar servicios a todos sus miembros. La financiación proveniente de donantes bilaterales y privados complementa estos fondos apoyando iniciativas específicas y prioridades estratégicas.

### Participaciones nacionales
En mayo de 2014 se acordó que todos los países contribuyeran al presupuesto de la OGP. Las contribuciones se basan en el nivel de ingresos de cada país (de acuerdo con los datos del Banco Mundial) y el nivel de su PIB El comité de dirección establece tanto contribuciones mínimas como recomendadas. 
| Nivel de ingresos                                                    | Contribuciones mínimas (USD) | Contribuciones recomendadas (USD) |
| -------------------------------------------------------------------- | ---------------------------- | --------------------------------- |
| Ingresos bajos                                                       | 13.500 USD                   | 33.750 USD                        |
| Ingresos medio-bajos                                                 | 33.750 USD                   | 67.500 USD                        |
| Ingresos medio-altos                                                 | 67.500 USD                   | 135.000 USD                       |
| Ingresos altos (PIB inferior a 100 mil millones USD)                 | 67.500 USD                   | 135.000 USD                       |
| Ingresos altos (PIB entre 200 mil millones y 2.500 mil millones USD) | 135.000 USD                  | 270.000 USD                       |
| Ingresos altos (PIB superior a 2.500 mil millones USD)               | 200.000 USD                  | 400.000 USD                       |

## Países participantes

### Países que participan actualmente
| País                 | Año de ingreso | Región                 |
| -------------------- | -------------- | ---------------------- |
| Albania              | 2011           | Europa                 |
| Alemania             | 2016           | Europa                 |
| Argentina            | 2012           | América                |
| Armenia              | 2011           | Europa                 |
| Australia            | 2015           | Asia-Pacífico          |
| Benín                | 2025           | África y Medio Oriente |
| Bosnia y Herzegovina | 2014           | Europa                 |
| Brasil*              | 2011           | América                |
| Bulgaria             | 2011           | Europa                 |
| Burkina Faso         | 2016           | África y Medio Oriente |
| Cabo Verde           | 2015           | África y Medio Oriente |
| Canadá               | 2011           | América                |
| Chile                | 2011           | América                |
| Colombia             | 2011           | América                |
| Corea del Sur        | 2011           | Asia-Pacífico          |
| Costa de Marfil      | 2015           | África y Medio Oriente |
| Costa Rica           | 2012           | América                |
| Croacia              | 2011           | Europa                 |
| Ecuador              | 2018           | América                |
| Eslovaquia           | 2011           | Europa                 |
| España               | 2011           | Europa                 |
| Estados Unidos*      | 2011           | América                |
| Estonia              | 2011           | Europa                 |
| Filipinas*           | 2011           | Asia-Pacífico          |
| Finlandia            | 2012           | Europa                 |
| Francia              | 2014           | Europa                 |
| Georgia              | 2011           | Europa                 |
| Ghana                | 2011           | África y Medio Oriente |
| Grecia               | 2011           | Europa                 |
| Guatemala            | 2011           | América                |
| Honduras             | 2011           | América                |
| Indonesia*           | 2011           | Asia-Pacifico          |
| Irlanda              | 2013           | Europa                 |
| Israel               | 2011           | Europa                 |
| Italia               | 2011           | Europa                 |
| Jamaica              | 2016           | América                |
| Jordania             | 2011           | África y Medio Oriente |
| Kenia                | 2011           | África y Medio Oriente |
| Kosovo (sin voto)    | 2023           | Europa                 |
| Letonia              | 2011           | Europa                 |
| Liberia              | 2011           | África y Medio Oriente |
| Lituania             | 2011           | Europa                 |
| Macedonia del Norte  | 2011           | Europa                 |
| Malaui               | 2013           | África y Medio Oriente |
| Maldivas             | 2024           | Asia-Pacífico          |
| Malta                | 2011           | Europa                 |
| Marruecos            | 2018           | África y Medio Oriente |
| México*              | 2011           | América                |
| Moldavia             | 2011           | Europa                 |
| Mongolia             | 2013           | Asia-Pacífico          |
| Montenegro           | 2011           | Europa                 |
| Nigeria              | 2016           | África y Medio Oriente |
| Noruega*             | 2011           | Europa                 |
| Nueva Zelanda        | 2013           | Asia-Pacífico          |
| Países Bajos         | 2011           | Europa                 |
| Panamá               | 2012           | América                |
| Papúa Nueva Guinea   | 2015           | Asia-Pacífico          |
| Paraguay             | 2011           | América                |
| Perú                 | 2011           | América                |
| Portugal             | 2017           | Europa                 |
| Reino Unido*         | 2011           | Europa                 |
| República Checa      | 2011           | Europa                 |
| República Dominicana | 2011           | América                |
| Rumania              | 2011           | Europa                 |
| Senegal              | 2018           | África y Medio Oriente |
| Serbia               | 2012           | Europa                 |
| Seychelles           | 2018           | Asia-Pacífico          |
| Sierra Leona         | 2013           | África y Medio Oriente |
| Sudáfrica*           | 2011           | África y Medio Oriente |
| Suecia               | 2011           | Europa                 |
| Timor Oriental       | 2023           | Asia-Pacífico          |
| Túnez                | 2014           | África y Medio Oriente |
| Ucrania              | 2011           | Europa                 |
| Uruguay              | 2011           | América                |
| Zambia               | 2024           | África y Medio Oriente |

*: país fundador

### Países elegibles
Los siguientes países han demostrado que cumplen los criterios mínimos de elegibilidad y son elegibles para unirse a la OGP:
| País              | Región                 |
| ----------------- | ---------------------- |
| Angola            | África y Medio Oriente |
| Austria           | Europa                 |
| Bélgica           | Europa                 |
| Bután             | Asia-Pacífico          |
| Eslovenia         | Europa                 |
| Guyana            | América                |
| Islandia          | Europa                 |
| Japón             | Asia-Pacífico          |
| Luxemburgo        | Europa                 |
| Mozambique        | África y Medio Oriente |
| Namibia           | África y Medio Oriente |
| Nepal             | Asia-Pacífico          |
| Níger             | África y Medio Oriente |
| Pakistán          | Asia-Pacífico          |
| Polonia           | Europa                 |
| Suiza             | Europa                 |
| Tanzania          | África y Medio Oriente |
| Togo              | África y Medio Oriente |
| Trinidad y Tobago | América                |

### Países retirados
| País              | Fecha de adhesión | Fecha de salida |
| ----------------- | ----------------- | --------------- |
| Turquía           | 2011              | 2016            |
| Hungría           | 2012              | 2016            |
| Tanzania          | 2011              | 2017            |
| Trinidad y Tobago | 2016              | 2019            |
| Pakistán          | 2016              | 2022            |
| Luxemburgo        | 2016              | 2023            |
| El Salvador       | 2011              | 2023            |
| Azerbaiyán        | 2011              | 2023            |
| Dinamarca         | 2011              | 2024            |
| Sri Lanka         | 2025              | 2025            |
| Kirguistán        | 2017              | 2025            |
| Afganistán        | 2017              | 2025            |

## Críticas

### Azerbaiyán
- El 2 de marzo de 2015, 3 grupos de la sociedad civil de Azerbaiyán enviaron una carta en la que detallaban sus preocupaciones sobre su capacidad de continuar trabajando en ese país. Bajo la política de sostenimiento de los valores y principios de la OGP,[39] también conocida como política de respuesta, adoptada en 2014, el 18 de mayo de 2015 se completó un informe en el que se detallaba la investigación de dichas preocupaciones por parte del comité de dirección. Como las encontró justificadas, detallaba también los pasos que debía seguir la OGP. Pese a trabajar con el país e intentar una solución que funcionara para todas las partes, el 4 de mayo de 2016 se consideró a Azerbaiyán inactivo en la OGP. Había sido miembro desde 2011.[40]

### Hungría
- El 9 de julio de 2015 representantes de la sociedad civil húngara enviaron una carta reclamando la intervención del comité de dirección ante la actitud y el comportamiento del Gobierno húngaro, aduciendo que había participado en una campaña de desprestigio contra organizaciones de la sociedad civil, creando una clima nocivo para los esfuerzos de las ONG.[41] El 7 de diciembre de 2016 el comité de dirección de la OGP recibió una carta del Gobierno de Hungría en la que anunciaba su inmediata retirada de la alianza. El Gobierno húngaro estaba siendo revisado por la OGP desde julio de 2015 por las preocupaciones expresadas por organizaciones de la sociedad civil respecto a su espacio para operar en el país.[42]

### Turquía
- El 4 de mayo de 2016 la OGP elaboró una resolución para degradar a Turquía a miembro inactivo si el Gobierno turco no esbozaba el plan de acción para aplicar las políticas de gobierno abierto. El país, bajo la presidencia de Recep Tayyip Erdoğan, ha encarcelado a 152 periodistas y cerrado 174 medios de comunicación por diversos cargos, como difamación y terrorismo. Las alegaciones que rodean la represión de los medios sostienen que se toma como blanco a los periodistas por ser portavoces de la oposición a la autoridad del presidente Erdogan.[43][44] El 21 de septiembre de 2016 el comité de dirección aprobó esta resolución y declaró a Turquía miembro "inactivo" de la OGP. Se dio al país un período de prueba de un año para desarrollar un plan de acción nacional, consultando a los ciudadanos y a la sociedad civil, hasta que el comité de dirección revise el estatus del país el 21 de septiembre de 2017. Mientras tanto el comité de dirección sacó a Turquía de la OGP. Era la primera vez que se hacía esto por una decisión de la OGP. Hungría y Azerbaiyán se habían retirado previamente, pero demandándolo primero sus gobiernos, antes de que la OGP tomara su decisión final.[45][46] El comité de dirección pidió al Gobierno turco que publicara un nuevo plan de acción nacional e incluyera a la ciudadanía y la sociedad civil en su desarrollo.[47]